# Prélude à l'après-midi d'un faune

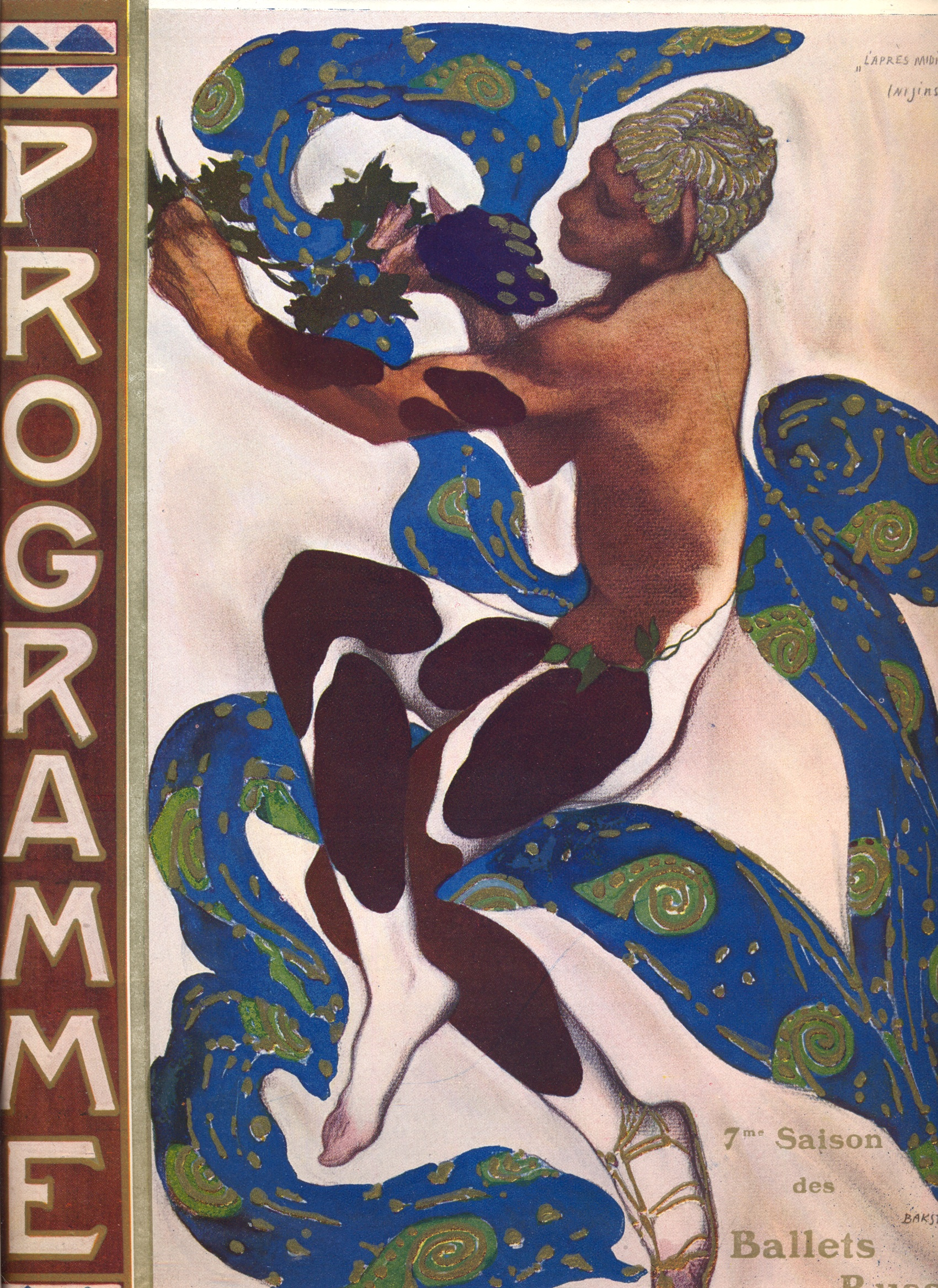
Nijinski en L'après-midi d'un faune. Aquarel·la de Léon Bakst pel programa de la temporada de 1912 dels Ballets Russos

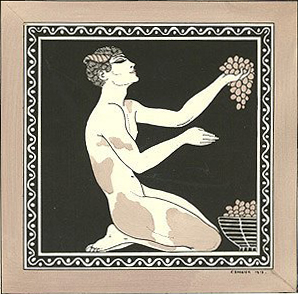
Nijinski com a faune pintat per George Barbier

El Prélude à l'après-midi d'un faune (en català, Preludi a la migdiada d'un faune) és una obra simfònica de Claude Debussy, composta entre el 1892 i el 1894. Va ser estrenada a París el 22 de desembre de 1894 interpretada per l'Orchestre de la Société Nationale a Paris dirigida pel compositor i director suís Gustave Doret. El solo de flauta va ser interpretat per Georges Barrère.
L'any 1912, Vàtslav Nijinski, amb els Ballets Russes de Serguei Diàguilev, va crear sobre aquesta música l'L'après-midi d'un faune, un ballet revolucionari al món de la dansa, que va escandalitzar pels seus moviments tant a puritans socials (que qualificaven alguns passos d'ell de "masturbació") com a puristes de la dansa clàssica.

## Inspiració i influència
L'obra està inspirada en el poema L'après-midi d'un faune de Stéphane Mallarmé publicat l'any 1876. El 1912, Vàtslav Nijinski, amb els Ballets Russos de Serguei Diàguilev, va crear una coreografia a partir del preludi que va escandalitzar l'audiència parisenca, tant pel revolucionari tractament coreogràfic com per la libidinositat de l'argument.
El Preludi a la migdiada d'un faune és la primera obra orquestral significativa de Debussy i va tenir efectes profunds en la següent generació de compositors, amb un abast que no havia tingut una única peça orquestral francesa fins aquell moment. També és una de les obres més famoses del compositor i es considera un punt d'inflexió en la història de la música. El compositor-director Pierre Boulez fins i tot fixa el despertar de la música moderna a partir d'aquest punt, remarcant que "la flauta del faune va portar aires nous a l'art de la música".
Sobre aquesta composició Debussy va escriure:
| « | La música d'aquest preludi és una il·lustració molt lliure del bell poema de Mallarmé, no pretén pas ser-ne un resum. Més aviat hi ha una successió d'escenes que passen a través dels desitjos i els somnis del faune en la calor de la tarda. Finalment, cansat de perseguir el temorós vol de les nimfes i les nàiades, sucumbeix a un son embriagador, en el que finalment pot realitzar els seus somnis en plena possessió de la naturalesa universal. | » |

## Composició
La formació orquestral consta de tres flautes, dos oboès, un corn anglès, dos clarinets, dos fagots, quatre trompes, dues arpes, dos cròtals (petits plats antics) i corda. És notable l'absència de trompetes, trombons i timbales. El solo de flauta que inicia l'obra, un dels passatges més famosos de Debussy, consisteix en un descens cromàtic de tríton i el posterior ascens.
L'esllanguiment de la melodia i la brillant orquestració evoquen l'erotisme del poema de Mallarmé en el seu conjunt. A causa d'aquest tractament sonor és un bon exemple de música impressionista. L'obra s'anomena preludi perquè la intenció de Debussy era d'escriure una suite en tres moviments - preludi, interludi i paràfrasi final - però els dos darrers no van ser mai compostos.